# NGC 4487
NGC 4487 est une galaxie spirale intermédiaire située dans la constellation du Vierge. NGC 4487 a été découverte par l'astronome germano-britannique William Herschel en 1789.

## Caractéristiques

### Distance
Sa vitesse par rapport au fond diffus cosmologique est de
La classe de luminosité de NGC 4487 est III-IV et elle présente une large raie HI. C'est aussi une galaxie faiblement brillante dans le domaine des rayons X.
À ce jour, 18  mesures non basées sur le décalage vers le rouge (redshift) donnent une distance de 16,967 ± 4,832 Mpc (∼55,3 millions d'al) ce qui est à l'intérieur des valeurs de la distance de Hubble. Cependant, cette galaxie est relativement rapprochée du Groupe local. On obtient souvent des distances assez différentes pour les galaxies rapprochées en se basant sur le décalage en raison du mouvement propre de ces galaxies dans le groupe où l'amas où elles sont situées. Cette valeur est peut-être plus près de la distance réelle de cette galaxie. Notons que c'est avec la valeur moyenne des mesures indépendantes, lorsqu'elles existent, que la base de données NASA/IPAC calcule le diamètre d'une galaxie.

## Morphologie

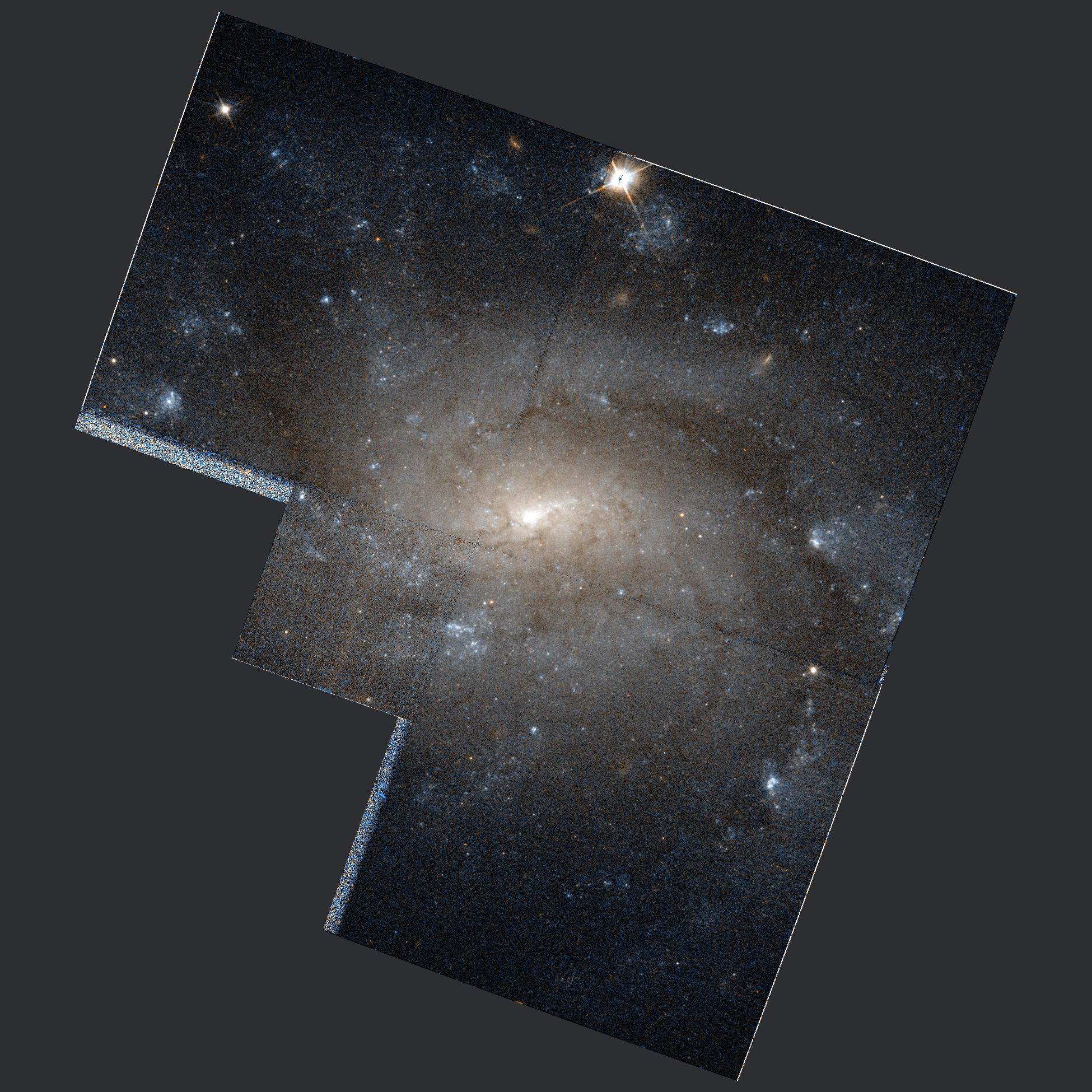
NGC 4487 par le télescope spatial Hubble.

Eskridge, Frogel et Pogge ont publié un article en 2002 décrivant la morphologie de 205 galaxies spirales ou lenticulaires rapprochées. Les observations ont été réalisées dans la bande H de l'infrarouge et dans la bande B (le bleu). Selon Eskridge et ses collègues, NGC 4487 est de type SABcd dans la bande B et SBd dans la bande H. Le noyau ponctuel de NGC 4487 est décalé par rapport au centre des isophotes internes. Les isophotes internes forment un petit bulbe traversé par une barre elliptique. Le disque présente des caractéristiques spiralées diffuses, mais des bras nettement définis ne peuvent être tracés.     

## Groupe de NGC 4487
NGC 4487 est la galaxie la plus brillante d'un petit groupe de galaxies émettant des rayons X. Le groupe de NGC 4487 compte 3 autres membres : NGC 4504, NGC 4597 et UGCA 289. A.M. Garcia mentionne aussi ce groupe de quatre galaxies dans un article publié en 1993, mais UGCA 289 y est désigné comme MCG -1-32-28.